# Paraonis fulgens
Paraonis fulgens är en ringmaskart som först beskrevs av Levinsen 1884. Enligt Catalogue of Life ingår Paraonis fulgens i släktet Paraonis och familjen Paraonidae, men enligt Dyntaxa är tillhörigheten istället släktet Cirrophorus och familjen Paraonidae. Arten är reproducerande i Sverige. Inga underarter finns listade i Catalogue of Life.